# Заместительная гормональная терапия
Заместительная гормональная терапия (ЗГТ) — терапия, целью которой является фармакологическая замена утраченной гормональной функции яичников. В терапии используются эстрогены, гестагены, в некоторых случаях андрогены.
В последние годы отмечается тенденция к раннему назначению ЗГТ (в перименопаузе) в следующих случаях:
- ранняя или преждевременная (38—45 лет);
- длительные периоды вторичной аменореи в репродуктивном возрасте;
- первичная аменорея (кроме синдрома МРКХ);
- искусственная менопауза (хирургическая, рентгено- и радиотерапия);
- ранние вазомоторные симптомы климактерического синдрома в перименопаузе;
- урогенитальные расстройства;
- наличие факторов риска остеопороза и сердечно-сосудистых заболеваний, болезни Альцгеймерa.

В постменопаузе принято выделять кратковременные и долговременные показания для ЗГТ. Показанием к применению заместительной гормональной терапии в пре- и постменопаузе являются вегетативные, вазомоторные и психические расстройства, приводящие к снижению качества жизни. Также показанием являются симптомы урогенитальной атрофии.
Перед назначением ЗГТ необходимо провести обследование. Обязательным является: 1) изучение гинекологического и соматического анамнеза; 2) ультразвуковое исследование с помощью эндовагинального датчика; 3) маммография.

## Основные типы ЗГТ
Основные типы заместительной гормональной терапии:
- Эстрогены — монотерапия
- Комбинация эстрогенов с прогестагенами в различных режимах (циклический для перименопаузы, непрерывный для постменопаузы)
- Комбинация эстрогенов с андрогенами
- Реже монотерапия прогестагенами или андрогенами
- Ткане-селлективный регулятор эстрогенных рецепторов (STEAR) — тиболон (ливиал)[англ.].

Лекарственные средства с натуральными эстрогенами используются в пре- и постменопаузе, при первичной недостаточности яичников, гипогонадотропном гипогонадизме и посткастрационном синдроме. Для снижения риска развития карциномы эндометрия и гиперплазии используется комбинация натуральных эстрогенов с прогестогенами. При этом прогестогены добавляются с целью защиты эндометрия от пролиферативного действия эстрогенов. После удаления матки (гистерэктомии) показано использование чистых эстрогенов. Трансгендерным женщинам показана гормональная терапия эстрогенами и антиандрогенами.

## Противопоказания для ЗГТ
Противопоказания для заместительной гормональной терапии:
- Нарушения жирового обмена (врожденные или приобретенные)
- Тромбоэмболические заболевания в стадии обострения
- Тромбоз глубоких вен
- Хронические или острые заболевания печени
- Влагалищные кровотечения неясного происхождения
- Внутриматочные кровотечения (также до выяснения и устранения факторов, их вызывающих)
- Злокачественная опухоль молочной железы
- Злокачественная опухоль эндометрия

Пациенткам с кариотипом 46,XY категорически запрещено назначать заместительную гормональную терапию до хирургического удаления гонад (гонадэктомии):518. С осторожностью назначают эстрогенные препараты пациенткам с нарушением функции почек, печени, сердечно-сосудистыми заболеваниями, гиперкальциемией, бронхиальной астмой, порфирией, мигренью и эпилепсией.

## Исследования эффективности
К 1990-м годам было проведено более 30 наблюдательных исследований, по данным которых заместительная гормональная терапия у женщин в менопаузе снижала риск заболеваний сердца и остеопороза. В результате проведение заместительной гормональной терапии у женщин в менопаузе стало массовым. Например, в рамках «Инициативы в области охраны женского здоровья» (WHI) — текущего исследования более 27 000 женщин, начавшегося в 1991 году, — анализ последних результатов указывает на то, что применение ЗГТ в течение 10 лет после начала менопаузы ведет к снижению общего риска смерти и снижению риска сердечно-сосудистых заболеваний, остепороза и деменции; после десяти лет после начала менопаузы положительное влияние на смертность и сердечно-сосудистые заболевания менее очевидны, при продолжающимся снижении риска переломов бедра и позвоночника и несколько увеличенном риске венозного тромбоэмболизма при приёме препаратов в таблетках.
Однако в 2002 году появились результаты большого рандомизированного контролируемого исследования, охватившего 16 608 женщин в возрасте от 50—79 лет и показавшего, что заместительная гормональная терапия не снижает риск болезней сердца и инсульта, а, напротив, повышает его на 29 %. Одно из объяснений, почему наблюдательные исследования показали противоположный результат, заключается в том, что женщины, решившие принимать заместительную гормональную терапию, в среднем были заметно здоровее остальной популяции и это сказалось на результатах исследований, а в РКИ группы получились одинаковыми в результате рандомизации, что и позволило выявить неблагоприятный эффект.
По данным мета-обзора Cochrane от 2006 года долгосрочная заместительная гормональная терапия не показана для рутинной профилактики и лечения хронических заболеваний у женщин. В обзоре 2012 года указано, что такая терапия не показана для первичной или вторичной профилактики сердечно-сосудистых заболеваний, слабоумия, ухудшения когнитивной функции у женщин в постменопаузе. Для женщин с высоким риском развития остеопороза в постменопаузе, которым не подходит лечение без применения эстрогена, длительная гормональная терапия остается эффективным вариантом профилактики. Оценка рисков длительной гормональной терапии у женщин моложе 50 лет затруднена из-за недостатка данных.
Не доказана эффективность заместительной гормональной терапии и при психических расстройствах пре- и менопаузального периодов. Авторы некоторых исследований утверждают, что эстрогензамещающая терапия оказывает умеренный эффект в отношении предупреждения и лечения депрессий менопаузы. Однако в других источниках утверждается, что у женщин, которые получают заместительную гормональную терапию в перименопаузе, наблюдается более тяжёлая депрессия, чем у не получающих, что применение гормональных препаратов при психогенных депрессиях малоэффективно, а при эндогенных депрессиях оно может привести к обострению и утяжелению симптомов психического расстройства.

## Побочные эффекты
Риски побочных эффектов ЗГТ варьируются в зависимости от возраста пациента и времени с момента последнего физиологического гормонального воздействия на организм, и точный анализ затруднён долгосрочностью и большим количеством факторов в проводимых исследованиях.
Популяционное когортное исследование «Миллион женщин» показало, что применение ЗГТ может повышать риск рака груди и риск рака яичника. Петер Гётше (один из основателей «Кокрана» и автор многочисленных систематических обзоров клинических испытаний, опубликованных Кокрановской библиотекой, автор свыше 70 публикаций в ведущих медицинских изданиях) отмечает, что заместительная гормональная терапия причиняет вред здоровью; что она повышает риск рака молочной железы, сердечно-сосудистых заболеваний, болезни Альцгеймера.